# Animais no espaço

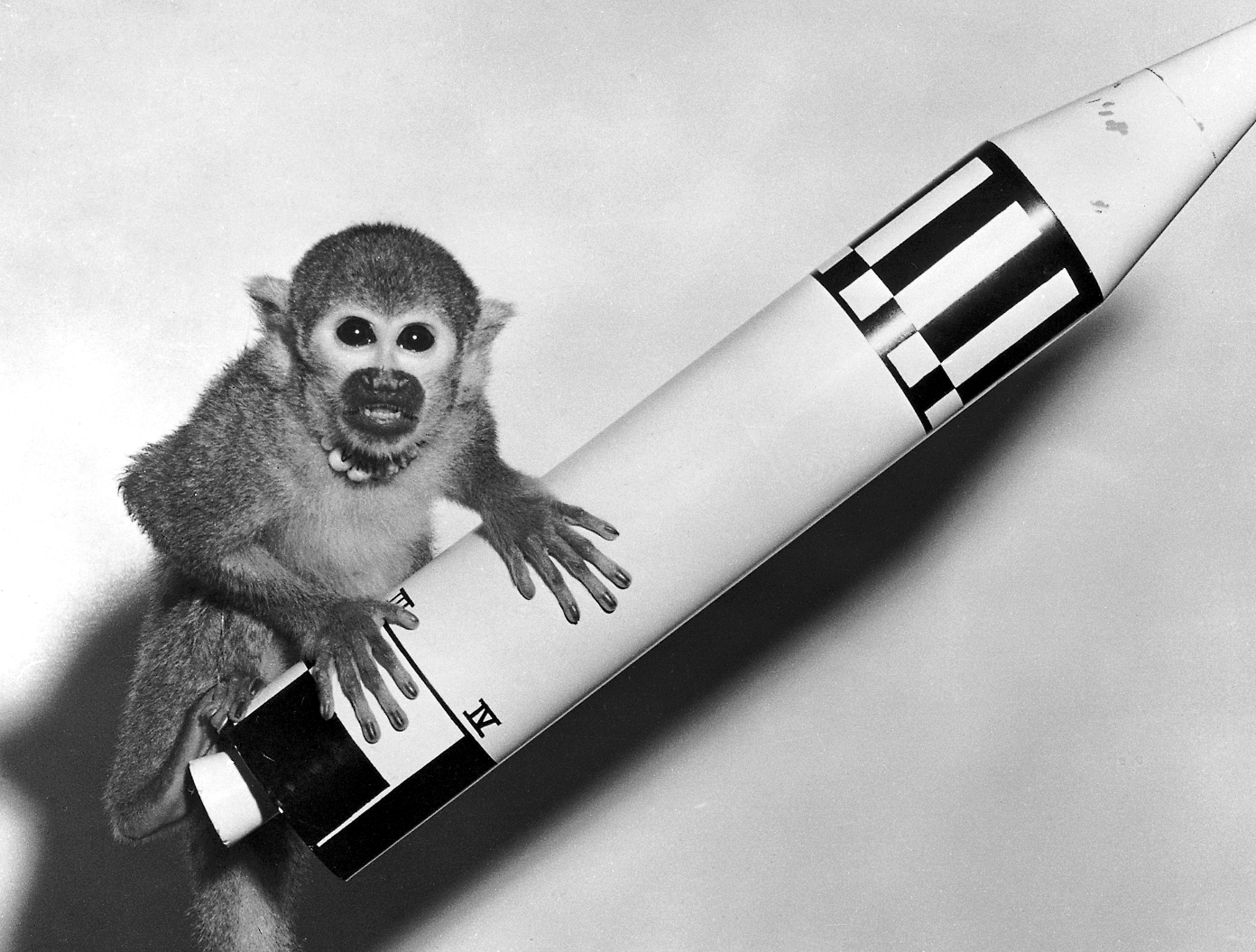
A pioneira do espaço, Miss Baker, um macaco-esquilo, tripulou um IRBM Jupiter modificado ao espaço em 1959

Os animais no espaço originalmente serviram para testar a capacidade de sobrevivência em voos espaciais, antes que voos espaciais tripulados fossem tentados.
Mais tarde, outros animais foram levados ao espaço para investigar vários processos biológicos e os efeitos da microgravidade que os voos espaciais tinham sobre eles. Bioastronáutica é uma área de pesquisa da engenharia biológica que abrange o estudo e o suporte da vida no espaço. Até o momento, os programas espaciais de sete países já enviaram animais ao espaço: a União Soviética (depois Rússia), os Estados Unidos, a França, a Argentina, a China, o Japão e o Irã.